# How to Be Indie – Wie ich lerne, ich zu sein
How to Be Indie – Wie ich lerne, ich zu sein (Originaltitel: How to Be Indie) ist eine kanadische Kinderserie, die in zwei Staffeln vom 2. Oktober 2009 bis zum 24. Oktober 2011 ausgestrahlt wurde.

## Handlung
Die Serie dreht sich um Indie, eine Schülerin einer Junior High School. Sie versucht ihren stressigen Schulalltag einerseits und den hohen Erwartungen ihrer strengen Eltern, die aus Indien stammen, zu meistern. Ihre besten Freunde Marlon Parks und Abigail „Abi“ Flores helfen ihr dabei.

## Produktion und Ausstrahlung
How to Be Indie – Wie ich lerne, ich zu sein feierte seine Premiere am 2. Oktober 2009 auf dem kanadischen Fernsehsender YTV. Die zweite Staffel, die genau wie die erste 26 Folgen umfasst, wurde ab Sommer 2010 produziert und ab dem 4. November 2010 ausgestrahlt. Die Folge How to Get Smooched bildet das Finale der zweiten Staffel und auch der Serie und wurde am 24. Oktober 2011 ausgestrahlt. Nach Deutschland kam die Fernsehserie erst über vier Jahre nach dem Start in Kanada, nämlich am 25. November 2013 auf dem öffentlich-rechtlichen Sender KiKA. Die zweite Staffel lief noch nicht in Deutschland.

## Figuren
Die Hauptfiguren bilden die Familie und enge Freunde der Protagonistin Indie:
- Indira „Indie“ Mehta (Melinda Shankar) ist eine 13-jährige Schülerin. Sie hat indische Wurzeln, lebt aber recht modern und kommt dabei teilweise in Konflikte mit ihren Eltern.
- Abigail „Abi“ Flores (Marline Yan) ist Indies beste Freundin. Sie ist intelligent und hilfsbereit.
- Marlon Parks (Dylan Everett) ist ein Freund von Indie. Er verlässt sich oft auf Abi, wenn er wieder in Schwierigkeiten ist.
- Chandra Mehta (Sarena Parmar) ist Indies ältere Schwester. Sie ist sehr selbstbewusst und genießt es, im Mittelpunkt zu stehen. Sie schafft es meistens, den Erwartungen ihrer Eltern zu entsprechen.
- A.J. Mehta (Varun Saranga) ist Indies älterer Bruder. Er ist intelligent und wird in der Schule als Geek bezeichnet.
- Jyoti Mehta (Ellora Patnaik) ist Indies traditionsbewusste Mutter. Sie gibt gern mit Chandra vor ihren Verwandten an.
- Vikram Mehta (Vijay Mehta) ist Indies Vater.
- Prakash Mehta (Errol Sitahal) ist Indies Opa väterlicherseits. Er wird in der Familie „Babaji“ genannt.

Des Weiteren gehören viele wiederkehrende Nebenfiguren zum Ensemble der Serie. Darunter ist Carlos Martinelli, der von Atticus Mitchell gespielt wurde.

## Synchronisation
Die deutsche Synchronisation erfolgt durch die Lavendelfilm GmbH in Potsdam mit Dialogbuch von Fritz Rott und Dialogregie von Petra Barthel.
| Rolle         | Darsteller      | Synchronsprecher           |
| ------------- | --------------- | -------------------------- |
| Indie Mehta   | Melinda Shankar | Marie Christin Morgenstern |
| AJ Mehta      | Varun Saranga   | Christian Zeiger           |
| Marlon Parks  | Dylan Everett   | Michael Wiesner            |
| Abi Flores    | Marline Yan     | Sarah Alles                |
| Chandra Mehta | Sarena Parmar   | Rubina Kuraoka             |
| Jyoti Mehta   | Ellora Patnaik  | Melanie Pukaß              |
| Vikram Mehta  | Vijay Mehta     | Rainer Fritzsche           |
| Babaji Mehta  | Errol Sitahal   | Tobias Lelle               |
| Ruby Patel    | Nikki Shah      | Jodie Blank                |
| Chad Tash     | Jordan Hudyma   | Konrad Bösherz             |
| Ms. Roland    | Deborah Grover  | Liane Rudolph              |
| Sara          | Bren Eastcott   | Millie Forsberg            |